# 드라군 놀이

실제 드라군 놀이 장면

드라군 놀이는 2005년에 대한민국에서 퍼진 인터넷 밈이다.

## 기원
드라군 놀이는 컴퓨터 게임 스타크래프트의 세계관을 배경으로 한 김성모의  만화 《스타크래프트》에서 유래했다. “하지만 드라군이 출동하면 어떨까?”라는 프로토스 지도자의 질문에 세 명의 군인이 번갈아가면서 "드!" / "라!" / "군!"이라고 대답하는 장면이 의미심장하고 비장함을 전달해 줘야 하는 의도와는 달리 하나의 단어조차 여럿이서 나눠 말하는 모습으로 인하여 누리꾼들(네티즌)에게는 우스꽝스럽게 비친 것이다. 디시인사이드의 김성모 갤러리와 스타크래프트 갤러리를 통해 이 그림이 퍼졌고, 2005년 여름 이를 흉내낸 드라군 놀이가 유행하기 시작했다. 김성모의 스타크래프트에서 프로토스 종족들은 말을 보통 이런식으로 했다. 어떤 말을 하게 되면 여럿이 한 문장 또는 단어까지도 나눠서 말했다.

## 방법
드라군 놀이는 주로 게시판에 달리는 댓글들로 이루어진다. 한 사람이 “하지만 드라군이 출동하면 어떨까?”라는 덧글을 달아, 다른 사람 세 명이 "드!", "라!", "군!"이라고 대댓글을 달아주면 놀이가 성공한 것으로 본다.
```
 ㄱ:하지만 드라군이 출동하면 어떨까?
 ㄴ:드!!!
 ㄷ:라!!!
 ㄹ:군!!!

```

그러다가 드라군 놀이가 유명세를 타면서, 드라군 놀이의 패러디도 덩달아 유행을 하였다.
```
 ㄱ:하지만 드라군이 출동하면 어떨까?
 ㄴ:드!!!
 ㄷ:론?

```

## 문화적 파급
- 2005년 6월 박지성이 맨체스터 유나이티드 FC에 입단한 뒤 맨체스터 유나이티드 홈페이지 게시판에 한국인이 드나들면서 드라군 놀이를 하기 시작했다.

```
A: But, what will happen if the dragoon into action?
B: D!
C: ra!
D: goon!
```

이에 따라 웹사이트 측에서는 'Dragoon'을 금지 단어로 등록했다. 하지만 많은 누리꾼들은 'Dragoon'을 비슷한 'Dragon'(드래곤)으로 바꾸어 드라군 놀이를 진행하였다.
- MBC게임 스타리그 중계 중 옵저버가 대화창을 통해 "하지만 드라군이 출동하면 어떨까?"라는 문장을 써 화제가 되기도 했다.

- 문화방송의 드라마 안녕, 프란체스카의 2005년 9월 12일 방영분에 드라군 놀이가 등장한다.

- 김성모는 그의 만화에 대한 네티즌의 반응을 홍보 수단으로 삼아 2005년 9월 《드라군 파이터》라는 작품을 연재하면서 단행본에 '김성모 어록집'을 넣었다.[1] 특히 드라군파이터의 광고에는 이런 글이 삽입되어 보는 이들로 하여금 폭소를 유발시켰다.

하지만 드라군이 출동하면 어떨까?
그래서 나왔다!!! 드라군 파이터!

## 같이 보기
- 김성모
- 디시인사이드
- 스타크래프트